# Quartier de Seine
Le Quartier de Seine est un quartier d'affaires de l’agglomération parisienne. Situé dans la boucle des Hauts-de-Seine au nord-ouest de Paris, il s’étend le long de la Seine, à l’extrémité est de la commune d’Asnières-sur-Seine.

## Présentation
Le quartier a été une zone industrielle pendant la majeure partie du XXe siècle, avec notamment l’implantation d’une usine Citroën à l’après-guerre. Cette usine avait pour objet la fabrication de la suspension hydropneumatique de la DS.
Depuis les années 2000, le quartier est en plein renouveau avec de nombreux aménagements. Le tissu industriel se transforme petit à petit en quartier multifonctionnel alliant logements, commerces, activités économiques et équipements publics.
L’aménagement du Quartier de Seine a commencé avec la réalisation de la ZAC Bords de Seine (Zone d’aménagement concertée). La mutation de ce secteur se poursuit avec les projets d’aménagement de la ZAC Parc d’Affaires et des anciens terrains Peugeot-Citroën.

## Territoire

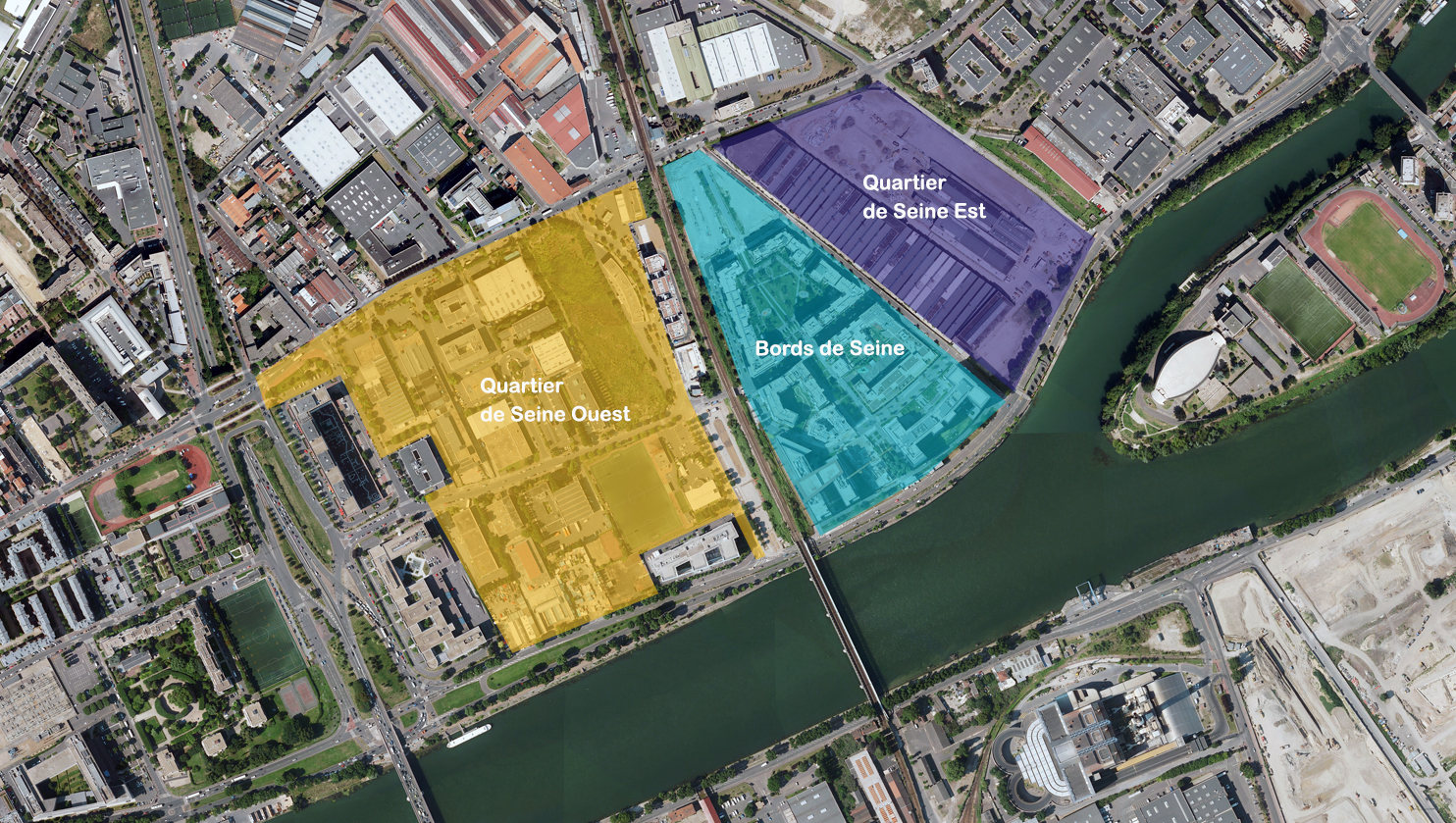
Les trois secteurs d'aménagement du Quartier de Seine à Asnières-sur-Seine.

Le territoire est délimité par trois zones d'aménagement.

### Quartier de Seine Ouest (ZAC Parc d’affaires)
La concession d'aménagement du Parc d'Affaires a été confiée à Citallios en 2012. En 2015, un protocole global et financier a été signé entre Citallios et un groupement de promoteurs pour l'aménagement de la partie nord. Le premier îlot de logements contenant la Maison du Projet a été livré en 2017. Celle-ci accueille depuis 2019 une Conciergerie Participative.
Sur une surface totale de 16 ha, cet ancien quartier industriel et tertiaire propose une programmation mixte :
- 2 000 logements neufs, un hôtel, une résidence étudiante, une résidence de services pour personnes âgées et une résidence de tourisme ;
- 135 000 m2 de bureaux et activités ;
- 7 000 m2 de commerces et services dont un supermarché associé à une vingtaine de cellules commerciales ;
- des équipements publics : une crèche de 60 berceaux, un gymnase, la restructuration du stade existant, un groupe scolaire de 14 classes et un parking public ;
- des espaces publics neufs : le réaménagement et la création de voiries, de voies piétonnes, venelles, places et placettes et un parc urbain central de plus de 1,5 ha.

La composante environnementale de l’opération est axée sur les réalisations suivantes : préservation et développement de la biodiversité, pacification de la circulation, mise en place d'un réseau géothermique de chauffage urbain... 8 000 m2 de toitures sont consacrés à l'agriculture urbaine (quatre typologies d'usage répartis sur 51 toitures), ce qui en fait, en termes de superficie, un des plus importants programmes d'agriculture urbaine développé en France. Concernant le développement des mobilités, l'arrivée de Ligne 15 du Grand Paris Express permettra à termes la création d'un pôle d'échange multimodal. Le Quartier de Seine Ouest a été désigné en 2017 lauréat de l’appel à projets « Cent quartiers innovants et écologiques », lancé par la Région Île-de-France. L'opération a également obtenu label ÉcoQuartier étape 2 (écoquartier en chantier) en 2020.

### Quartier Bords de Seine
La reconquête des friches industrielles de cette zone a initié la mutation urbaine de cette partie de la ville. Eiffage Aménagement a débuté les aménagements en 2005 pour un achèvement complet en 2014. Ce nouveau quartier a permis d'accueillir 2 500 habitants et autant de salariés.
- 73 000 m2 de bureaux labellisés HQE.
- 3 000 m2 de commerces et d’activités artisanales.
- 70 000 m2 de logements labellisés HQE.
- 10 000 m2 consacrés à une résidence hôtelière 3 étoiles de 120 chambres et une résidence universitaire de 230 chambres.
- 13 000 m2 d’équipements publics : une crèche, un groupe scolaire, un gymnase, un parc de stationnement.
- 10 000 m2 d’espaces verts aménagés[3].

### Quartier de Seine Est (site PSA)
Construit sur les terrains de l'ancienne usine PSA (fermée en 2010), la ZAC a été créée en 2011. L'opération d'aménagement est pilotée par Nexity.
De l'ancienne usine, seule la halle centrale a été conservée et va être réhabilitée en un espace de services destinés aux entreprises d'un futur campus tertiaire.
Composition de la programmation :
- 85 000 m2 de bureaux (campus).
- un halle de 7 000 m2 de services destinés aux entreprises du campus ;
- de 2 000 m2 à 5 000 m2 de commerces et d’activités artisanales ainsi qu'un hôtel ;
- de 450 à 500 logements (environ 30 000 m2) ;
- un aménagement d’équipements publics, dont un parc paysager de 1,5 ha, des espaces de loisirs, l'extension du groupe scolaire existant et une crèche[4].

Le site est doté d'un réseau de chauffage urbain qui permet d’alimenter la ZAC avec un niveau de 50% d’énergie renouvelable.